# Wyndham Lewis
Pour les articles homonymes, voir Lewis.
Percy Wyndham Lewis (Amherst, Nouvelle-Écosse, 18 novembre 1882 – Londres, 7 mars 1957) est un peintre et écrivain britannique, né canadien. Il est l'un des fondateurs du mouvement vorticiste et de la revue Blast (deux numéros), auxquels s’associèrent notamment les poètes Ezra Pound et T.S. Eliot. Auteur prolifique, il a publié plus de quarante ouvrages dont le roman Tarr, qui compte aujourd'hui pour une des œuvres clés du modernisme anglo-saxon, ainsi que d'autres œuvres de fiction, de nombreux essais philosophiques et politiques et deux volumes d'autobiographie. Sa série de romans métaphysiques The Human Age, comprenant The Childermass (1928) et les deux volumes Monstre Gai et Malign Fiesta parus 1955, est resté inachevée à la mort de Lewis qui prévoyait un quatrième volume. 

## Biographie
Percy Wyndham Lewis est né à Amherst, dans la province canadienne de la Nouvelle-Écosse, ou sur le yacht de son père au large de la côte, selon ses propres dires mis en doute par ses biographes. Sa mère Anne Stuart Lewis, britannique, et son père Charles Edward Lewis, américain, se séparent vers 1893. Anne Lewis retourne alors vivre en Angleterre avec son fils Wyndham, qui est pensionnaire à la Rugby School, avant d'entamer à l'âge de 16 ans des études artistiques à la Slade School of Art de l'University College de Londres. Il est expulsé de l'établissement en juin 1901 en raison de manquements répétés à la discipline. Il commence à la même époque à composer des poèmes, hésitant alors entre la littérature et la peinture.
Après son expulsion de la Slade, Lewis passe la majeure partie des années 1900 à voyager en Europe et à étudier l'art à Paris. Il fait en 1902 la connaissance du peintre Augustus John, avec qui il entretiendra une relation de rivalité et d'admiration réciproque.

### Début de carrière et vorticisme
Résidant surtout en Angleterre après 1908, Lewis publie ses premiers travaux (récits de ses voyages en Bretagne) dans la revue The English Review, dirigée par Ford Madox Ford en 1909. Il participe plus ou moins, en 1911, à la fondation du Camden Town Group, sous l'égide du peintre Walter Sickert, aux côtés d'autres artistes comme Augustus John, Duncan Grant et Lucien Pissarro. En 1912, Lewis expose ses illustrations cubo-futuristes pour la pièce de Shakespeare Timon d'Athènes (par la suite publiées en tant que portfolio, le projet d'édition de la pièce ne s'étant jamais concrétisé), et trois toiles importantes pour la deuxième exposition postimpressionniste, dont Smiling Woman Ascending a Stair. Il entre ainsi en contact étroit avec le Bloomsbury Group, et en particulier avec ses membres Roger Fry, critique d'art et organisateur d'exposition, et Clive Bell. 
La même année, il reçoit la charge de réaliser une décoration murale, un rideau de scène et d'autres ornementations pour le Cave of Golden Calf, un cabaret d'avant-garde situé sur Heddon Street à Londres. 
Dans les années 1913-1915, il développe le style d'abstraction géométrique que son ami Ezra Pound baptise « vorticisme », terme qui demeure associé à Lewis malgré la réaction ultérieure de l'artiste contre la peinture abstraite. À cette époque, Lewis est séduit par la forte structure de la peinture cubiste, mais ne la trouve pas suffisamment « vivante » comparée au futurisme (surtout aux œuvres d'Umberto Boccioni qu'il admire), tandis qu'il estimait que ledit futurisme manquait de structure. 
Dans ses premières œuvres, en particulier les versions de la vie rurale en Bretagne montrant des danseurs (vers 1910-1912), Lewis laisse voir une potentielle influence de la philosophie du devenir de Bergson, dont il avait assisté aux cours à Paris. S'il ne manquera pas de critiquer durement Bergson par la suite, il admettra dans une lettre à Theodore Weiss (19 avril 1949) qu'il « avait commencé par embrasser son système de l'évolution. » L'influence de Nietzsche est également déterminante. 
Après avoir collaboré un bref moment aux Omega Workshops, Lewis entre en conflit avec leur fondateur, Roger Fry et quitte Omega avec plusieurs artistes pour lancer en mars 1914 un atelier concurrent, le Rebel Art Centre. Ce Centre ne dure que quatre mois, mais donne naissance au Vorticism Group et à la revue Blast, dans laquelle Lewis publie le manifeste du groupe ; il y contribue aussi par des œuvres d'art et y rédige des articles.

### Première Guerre mondiale: officier d'artillerie et artiste de guerre

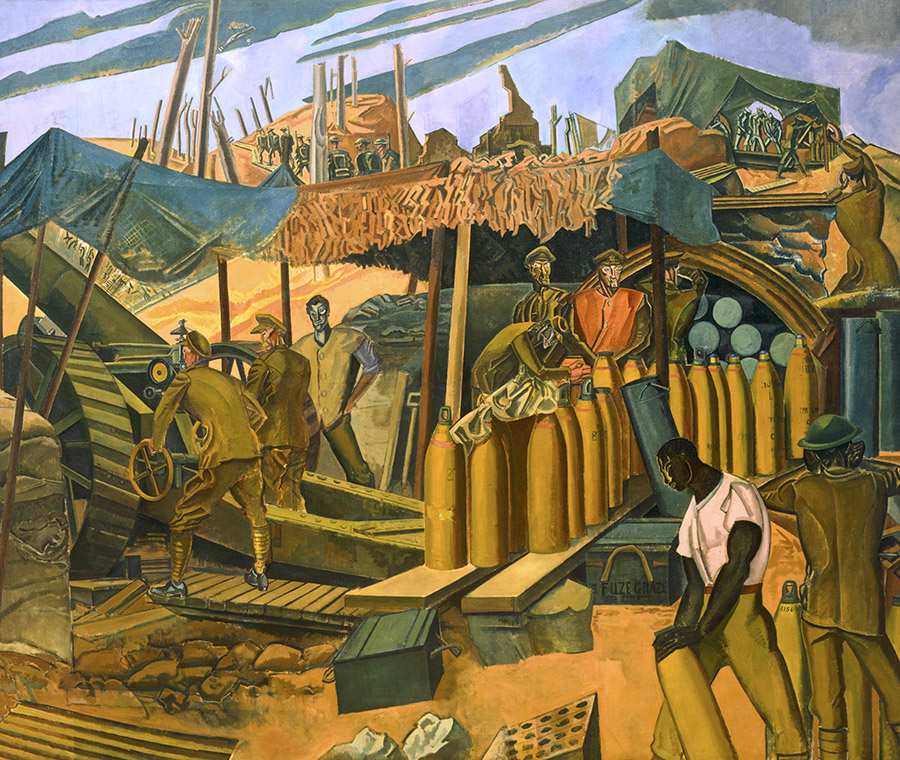
A Canadian Gun-Pit, huile sur toile, 1918

Après la seule exposition des vorticistes en 1915, le mouvement se disperse, essentiellement en raison de la Première Guerre mondiale. Lewis est affecté au front ouest et sert en tant que second lieutenant dans la Royal Artillery. Après la bataille d'Ypres en 1917, il devient artiste de guerre officiel, à la fois pour le gouvernement canadien et le gouvernement britannique, et commence son travail en décembre 1917. 
Pour les Canadiens, il peint A Canadian Gun-Pit (1918, National Gallery of Canada, à Ottawa) à partir de croquis réalisés sur la crête de Vimy. Pour les Britanniques, il peint une de ses œuvres les plus célèbres, A Battery Shelled (1919, Imperial War Museum), en faisant appel à sa propre expérience quand il avait la charge d'un obusier de 6 pouces à Passchendaele. Lewis expose ses dessins de guerre et quelques autres peintures de la guerre dans une exposition, « Guns », en 1918. 
Tarr, son premier roman, est également publié sous forme de livre en 1918, après sa parution en feuilleton dans The Egoist de 1916 à 1917. Le livre est salué notamment par des critiques de Rebecca West, Ezra Pound et T.S. Eliot, qui y dénote une influence de Dostoïevski. Tarr est parfois cité comme l'un des principaux textes clés du modernisme. Lewis décrira plus tard ses expériences et ses opinions sur cette période de sa vie dans Blasting and Bombardiering (1937), œuvre autobiographique qui traite également de son activité artistique d'après-guerre.
À son retour en Angleterre, il rencontre Iris Barry avec qui il aura deux enfants : un garçon en 1919, une fille en 1920. Le couple se sépare en 1921.

### Les années 1920: le peintre moderniste etThe Enemy

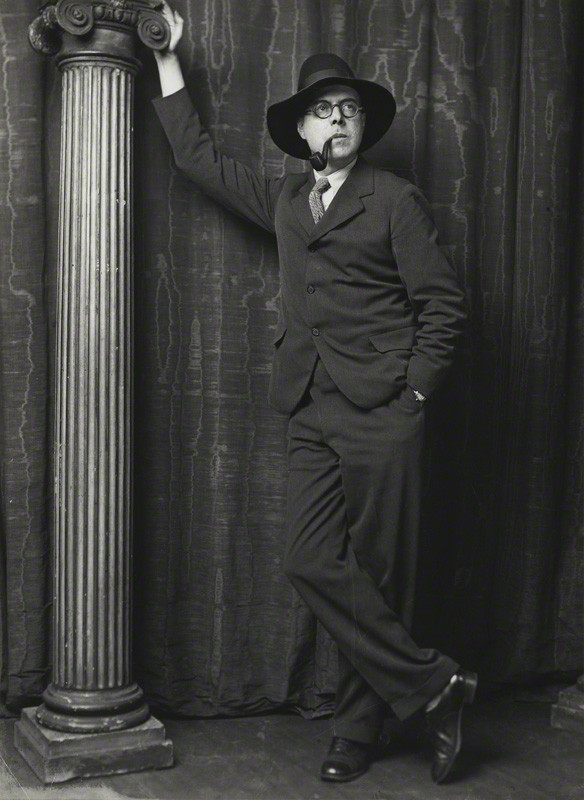
Wyndham Lewis en 1929 par George Charles Beresford

La guerre terminée, Lewis reprend sa carrière de peintre avec une grande exposition, Tyros and Portraits, tenue à la Leicester Galleries en 1921. Le terme « Tyro » (novice en français) désigne des personnages satiriques et caricaturaux dont Lewis se sert pour commenter la culture de la « nouvelle époque » de paix. Les tableaux A Reading of Ovid et Mr Wyndham Lewis as a Tyro sont les seules toiles qui subsistent de cette série. Lewis lance en parallèle un deuxième magazine, The Tyro, qui comportera deux numéros. Le second (1922) contiendra des déclarations sur l'esthétique visuelle de Lewis dans le texte An Essay on the Objective of Plastic Art in our Time. 
À la fin des années 1920, Lewis peint moins et se concentre sur l'écriture. Il lance alors un nouveau magazine, The Enemy (trois numéros, 1927-1929), en grande partie rédigé par lui-même et qui proclame par le titre même sa position belliqueuse. Ce magazine, ainsi que les travaux théoriques et critiques qu'il publie entre 1926 et 1929, marque sa rupture délibérée avec l'avant-garde et ses écrivains, qui étaient pour certains proches de Lewis. Considérant qu'ils ont échoué dans leur entreprise révolutionnaire, faute d'avoir su analyser avec suffisamment d'esprit critique les idéologies des adversaires du changement en Occident, Lewis voit dans leur littérature de banals véhicules d'idéologies passéistes traitées sur un mode romantique. Le premier ouvrage politique publié durant cette période est The Art of Being Ruled (1926). Le traité philosophique et culturel Time and Western Man, en 1927, s'oppose à l'influence de ce que Lewis nomme un "culte du temps", initié selon lui par des penseurs tels que Henri Bergson, Samuel Alexander et Alfred N. Whitehead. S'attachant à examiner l'influence de ces philosophes sur la littérature d'avant-garde, l'ouvrage comporte des critiques virulentes de James Joyce, Gertrude Stein et Ezra Pound.

### Les années 1930: la politique et la fiction
Le roman The Apes of God (1930) est une satire sur le milieu artistique bourgeois-bohème de Bloomsbury. Un long chapitre caricature notamment la famille Sitwell, ce qui vaudra à Lewis d'aggraver sa réputation dans le monde littéraire londonien. Son livre Hitler (1931) présente Adolf Hitler comme un « homme de paix » qui voit les membres de son parti menacés dans la rue par la violence communiste. Lewis n'en devient que plus impopulaire parmi les libéraux et les antifascistes, surtout après l'accession d'Hitler au pouvoir en 1933. Il écrira par la suite The Hitler Cult (1939), où il ajustera sa position et expliqua pourquoi le mouvement initial l'a fait soutenir Hitler. Politiquement, Lewis reste une personnalité isolée au cours des années 1930. Dans Letter to Lord Byron, Auden le surnomme « le vieux volcan solitaire de la droite ». Lewis croit qu'il existe ce qu'il appelle une « orthodoxie de la gauche » en Grande-Bretagne au cours des années 1930. Il estime qu'il n'est pas dans l'intérêt de la Grande-Bretagne de s'allier avec l'Union soviétique, « dont les journaux que lisent la plupart d'entre nous assurent qu'elle a fusillé il y a quelques années seulement des millions de ses citoyens parmi les meilleurs, comme elle l'a fait pour sa famille impériale tout entière. » (Time and Tide, le 2 mars 1935, p. 306).

## Œuvres

### Romans

#### TrilogieThe Human Age
- The Childermass (1928)
- Monstre Gai (1955)
- Malign Fiesta (1955)

#### Autres romans
- Tarr (1918) Publié en français sous le titre Tarr, traduit par Bernard Lafourcade, Paris, Christian Bourgois, 1970.

Nouvelle édition avec annexes, éditions Pierre-Guillaume de Roux, 2017.  (ISBN 978-2363711892)
- The Apes of God (1930)
- Snooty Baronet (1932)
- The Revenge for Love (1937) Publié en français sous le titre La Rançon de l'amour, traduit par Bernard Lafourcade, Lausanne, Éditions L'Âge d'Homme, coll. « Bibliothèque l'Âge d'Homme », 1980
- The Vulgar Streak (1941)
- Self Condemned (1954) Publié en français sous le titre Condamné par lui-même, traduit par Philippe Valentré, Paris, Phébus, coll. « D'Aujourd'hui. Étranger », 2002  (ISBN 2-85940-790-1)
- The Red Priest (1956)
- The Roaring Queen (1973), écrit en 1936, mais publié de façon posthume
- Mrs Duke's Million (1977), écrit en 1908-1910, mais publié de façon posthume

### Recueils de nouvelles
- The Ideal Giant, The Code of a Herdsman, Cantleman’s Spring-Mate (1917) Publié en français de façon partielle dans une édition bilingue sous le titre Cantleman et la saison des amours. Le Code d'un bouvier, Paris, Lettres modernes, coll. « Passeports » no 21, 1968
- The Wild Body: A Soldier Of Humour And Other Stories (1927)  Publié en français sous le titre Le Corps sauvage, traduit par Odette Bornand, Pierrette et Bernard Lafourcade, Lausanne, Éditions L'Âge d'Homme, 1982
- Rotting Hill (1951)
- Unlucky for Pringle (1973), publication posthume

### Essais
- The Caliph's Design : Architects! Where is Your Vortex? (1919)
- The Art of Being Ruled (1926)
- The Lion and the Fox: The Role of the Hero in the Plays of Shakespeare (1927)
- Time and Western Man (1927)
- Paleface: The Philosophy of the Melting Pot (1929)
- Hitler (1931)
- The Diabolical Principle and the Dithyrambic Spectator (1931)
- Doom of Youth (1932)
- Left Wings over Europe; or, How to Make a War about Nothing (1936)
- Count Your Dead: They are Alive!: Or, A New War in the Making (1937)
- The Mysterious Mr. Bull (1938)
- The Jews, Are They Human? (1939)
- The Hitler Cult and How it Will End (1939)
- Anglosaxony: A League that Works (1941)
- America and Cosmic Man (1949)
- The Writer and the Absolute (1952)
- The Demon of Progress in the Arts (1955)
- À bas la France, vive la France, anthologie d'essais traduits en français par Pierrette et Bernard Lafourcade, Lausanne, L'Âge d'Homme, coll. « Domaine anglais », 1985
- Creatures of Habit and Creatures of Change (1989), recueil posthume

### Critiques artistiques et littéraires
- Satire and Fiction (1930)
- Men Without Art (1934)

### Récits de voyages
- Filibusters in Barbary (1932), republié sous le titre Journey into Barbary
- America, I Presume (1940)

### Théâtre
- Enemy of the Stars (1932)

### Poésie
- One-Way Song (1933)

### Autobiographie
- Blasting and Bombardiering (1937) Publié en français sous le titre Mémoires de feu et de cendre, traduit par Gérard-Georges Lemaire, Paris, Christian Bourgois, coll. « Les Derniers Mots », 1990  (ISBN 2-267-00973-0)
- Rude Assignment (1950)

### Autres publications
- The Letters of Wyndham Lewis (1963), publication posthume